# Cheiracanthium seidlitzi
Cheiracanthium seidlitzi is een spinnensoort uit de familie Cheiracanthiidae.
De wetenschappelijke naam van de soort werd in 1864 gepubliceerd door Ludwig Carl Christian Koch.